# 范俊業
范俊業（Fan Chun Yip，1976年5月1日—），香港足球運動員及守門員教練，前香港足球代表隊守門員及隊長，持有亞洲足球協會A級足球教練牌照，現為冠忠南區守門員教練及香港足球總會教練導師。
范俊業於足球員時代連續4屆入選香港足球明星選舉最佳十一人，於2003年至2004年季度當選香港足球先生，為香港歷史上繼1980年代的陳雲岳以來第二位守門員獲得此項殊榮；此外，他兩度獲選為最受球迷喜愛球星。於2005年及2007年，他連續兩屆榮獲東亞足球錦標賽預賽最佳守門員獎項；經過兩屆在東亞足球錦標賽的優異表現後，有些東亞球迷將范俊業與同期的日本川口能活和韓國李雲在齊名評價。

## 童年和初出道時期
范俊業在一個7人家庭長大，由於他是家中最年幼的一位，故此乳名豬仔。
在范俊業的童年時期（約7、8歲的時候），其次兄有次帶他在七人足球場比賽。由於他是場上最年幼的一個，所以他被眾人選去擔任守門員。比賽後，場上的朋友都對於這名小孩的表現感到詫異和驚喜。因為在足球場上，范俊業對於比較年長的朋友的射門都毫無懼色，還敢於在以石地建造的足球場上左飛右撲。
自此以後，每當他到七人足球場踢球時，隊友和朋友們總選要他擔任守門員，范俊業對足球的興趣亦隨之投入而加深。
1985年暑假，范俊業參加了香港足球總會主辦的青少年足球訓練計劃，因表現突出被挑選入香港學界的集訓隊中，這亦可說是范俊業展開足球生涯的第一步。
在香港學界集訓隊練習期間，因為范俊業在隊中表現出潛質，所以他被選中入讀香港體育學院。從預備隊開始，范俊業晉升到少年隊，再晉級到青年軍。
由於范俊業當時的身材未見突出，所以長居後備席。亦是因為被提升到青年軍的關係，范俊業開始了他4年的香港體育學院住宿生涯。

## 球員生涯
流浪是范俊業加盟的第一間香港甲組足球聯賽球會，在一場預備組聯賽的比賽中，他的手指受傷了，逼使他休養了好幾個月。
在范俊業康復後，他隨即入選香港奧運隊。
經過了在流浪的一年磨練後，范俊業被外借到愉園，范俊業首次在甲組上陣，剛巧是對母會流浪。
1997年，范俊業加盟二合，翌年再轉投商業大軍快譯通。
在范俊業加盟快譯通後的第三個球季，他協助球會取得了足總盃冠軍，無奈這亦是快譯通取得的最後一個冠軍，球會於2001年夏天宣佈退出及解散。
在快譯通退出後，范俊業轉投愉園，開始踏上足球事業高峰，不但成為香港隊首席守門員，而且於（2001年至2005年度）連續四年入選為香港足球明星選舉最佳十一人，2003-04年度更當選香港足球先生，亦曾連續兩屆榮獲（2004年及2005年度）「最受球迷喜愛球星」。
2009年，愉園宣佈組織青春班，范俊業因而轉投沙田。

## 國際賽生涯
范俊業曾經是香港足球代表隊的首席守門員。1998年11月19日，在對陣越南的比賽中，范俊業首次代表香港上陣，其後十年擔任正選至2008年淡出，並由zh-hk:葉鴻輝接任。
2003年8月8日，范俊業代表中國香港聯隊（擁有6名中國球員）與皇家馬德里進行表演賽。上半場，因為中國內地門將安琦的差勁表現，致使中港聯隊連失4球。於下半場，教練黎新祥決定委派范俊業入替安琦。范俊業上陣後屢救險球，令一眾世界級球星諸如施丹、碧咸、朗拿度和魯爾等等均苦無破門的機會，最終范俊業為中港聯隊保持下半場不失。賽事後范俊業獲朗拿度點名讚賞，此場比賽亦令范俊業聲名大噪，一夜成名，從此成為香港足球代表隊守門員的必然之選。
2004年11月17日，舉行的2006世界盃亞洲區外圍賽分組賽，香港作客廣州出戰中國的賽事中，結果以0比7大敗而回。由於范俊業於比賽中救出了鄭智的十二碼，「間接」令中國因為淨勝球差不及同組的科威特而出局，从而遭部分中国内地球迷痛恨，有中国内地媒体更称其为令中国队出局的「头号罪人」；香港傳媒則給予他支持，稱頌他為「香港之光」和「人民英雄」等。然而，《東方日報》卻以「范俊業逞強」為標題報道， 暗諷范不配合中國內地所期望的賽果。 此場比賽後，亦促使他在中國內地的知名度大大提升，期後受到中國足球超級聯賽足球會瀋陽金德的青睞。無奈在他加盟在即之時，其兄長意外遇害，范俊業不得不留在香港照顧其母親和家人。
2006年9月6日晚上，范俊業代表香港出戰亞洲盃外圍賽，他令人震驚的表現讓香港避免了對烏茲別克時招致大敗。范俊業無數次的撲救幫助香港在香港大球場逼和當時世界排名第54位，亞洲排名第3（比香港隊於當時的排名高出達80多位之多）的烏茲別克成0比0。香港隊總教練黎新祥於比賽後罕有地點名讚揚范俊業的表現達至超水準級，球迷亦推舉范俊業為該賽事的最佳球員。除了香港一方對范俊業的讚賞外，亞洲足球協會亦以范俊業的姓名登上該週新聞的主題上，在賽事報告中紀錄了他的超卓表現。
2007年7月1日舉行的香港回歸盃足球賽，由中國國家足球隊（陣中包括6名香港球員）對陣世界明星隊。在中國隊總教練朱廣滬的欽點下，范俊業佩帶上中國隊隊長臂章及以正選身份上陣。面對由前日本中田英壽帶領的世界明星隊，范俊業三番四次地把世界明星隊球員的攻勢一一瓦解，讓世界明星隊球員苦吃閉門羹。當到了賽事上半場完結時，香港大球場場內4萬名來自世界各地的球迷們都給予了范俊業不絕的掌聲，並且齊聲大喊他的乳名「豬仔」。

## 教練生涯
2010年5月，范俊業獲得香港足球代表隊新教練曾偉忠邀請，擔任守門員教練。
一個月後，南華亦邀請范俊業加盟，擔任守門員和守門員教練。
2014年11月11日下午，南華發表聲明與范俊業解約，前者表示足球會於過去三個多月借出范俊業予香港足球代表隊擔任守門員教練，因此足球會實則上只擁有范俊業的一半工作時間，在考慮范俊業不能夠同時兼顧兩份合約的情況下，成全香港足球代表隊，決定與范俊業商議解除合約。
根據香港傳媒報道，事件的導火線為南華足球部主委張廣勇之愛將摩拉於同年10月對陣YFC澳滌的聯賽盃賽事中被安排擔任後備而不滿，在更衣室與職員發生衝突所致。衝突後，摩拉向南華高層反映守門員教練范俊業所安排的訓練量過多，不久後就傳出高層不滿范俊業兼任香港足球代表隊守門員教練之職務。事件發生後，范俊業曾經向香港足球代表隊申請休假一週以處理南華事務，最後仍然遭到南華解約。
2015年1月20日，香港甲組足球聯賽愉園透過其facebook官方專頁上公佈，范俊業加盟教練團，擔任助理教練及守門員教練，合約期至季尾。

## 個人榮譽
- 香港足球先生（2003-04季度）
- 香港足球明星選舉最佳十一人 5次（2001-02、2002-03、2003-04、2004-05和2005-06季度）
- 香港足球明星選舉最受球迷喜愛球星 2次（2004-05和2005-2006季度）
- 東亞盃預賽最佳守門員 2次（2005和2007）
- 香港中國聯隊隊長
- 香港隊隊長

## 個人生活
范俊業於23歲時結婚，育有一子范麒智，他和家人居住於粉嶺。在業餘時間，范俊業喜好與球會隊友和朋友參與Wargame。
范俊業最欣賞的球員為雲達沙和保方。

## 球場以外
於2010年6月，范俊業接受足球雜誌《keymansoho》訪問，表示透過中國香港體育協會暨奧林匹克委員會的《香港運動員就業及教育計劃》，已經進入栢溢名基康體設備公司工作，擔任業務發展助理經理。

### 電視演出
在2005年年初，范俊業被無綫電視邀請成為節目《筋肉擂台》的節目主持。
在2007年，范俊業與now寬頻電視簽約擔任足球評述員。
在2008年，范俊業被無綫電視邀請成為一奧運節目的嘉賓，並且參與演出。

## 國際賽事紀錄
僅列出國際A級比賽（或缺，有請補充。）
- 2003年12月4日  東亞足球錦標賽決賽週       韓國 3:1 香港
- 2003年12月7日  東亞足球錦標賽決賽週       日本 1:0 香港
- 2003年12月10日 東亞足球錦標賽決賽週       中國 3:1 香港
- 2004年2月18日  世界盃亞洲區外圍賽       馬來西亞 1:3 香港
- 2004年3月31日  世界盃亞洲區外圍賽       香港 0:1 中國
- 2004年6月9日   世界盃亞洲區外圍賽       科威特 4:0 香港
- 2004年8月9日   世界盃亞洲區外圍賽       香港 0:2 科威特
- 2004年10月13日 世界盃亞洲區外圍賽       香港 2:0 馬來西亞
- 2004年11月17日 世界盃亞洲區外圍賽       中國 7:0 香港
- 2004年11月30日 老虎國際邀請賽     新加坡 0:0（5:6）香港
- 2004年12月2日  國際友誼賽         香港 2:2 緬甸
- 2005年2月9日   賀歲盃足球賽決賽   香港 1比7 巴西
- 2005年3月13日  東亞足球錦標賽外圍賽       朝鮮 2:0 香港
- 2005年10月30日 東亞運動會分組賽   朝鮮 0:0 香港
- 2005年11月1日  東亞運動會分組賽   香港 0:2 中國
- 2005年11月3日  東亞運動會分組賽   澳門 0:7 香港
- 2006年1月29日  賀歲盃足球賽初賽   香港 0:3 丹麥
- 2006年2月1日   賀歲盃足球賽季軍戰 香港 0:4 克羅地亞
- 2006年2月18日  國際友誼賽         香港 1:1 新加坡
- 2006年2月18日  國際友誼賽         香港 2:2 印度
- 2006年2月22日  亞洲盃外圍賽       香港 0:3 卡塔爾
- 2006年3月1日   亞洲盃外圍賽       孟加拉 0:1 香港
- 2006年8月12日  國際友誼賽         香港 1:2 新加坡
- 2006年8月16日  亞洲盃外圍賽       烏茲別克 2:2 香港
- 2006年9月6日   亞洲盃外圍賽       香港 0:0 烏茲別克
- 2006年10月11日 亞洲盃外圍賽       卡塔爾 2:0 香港
- 2006年11月15日 亞洲盃外圍賽       香港 2:0 孟加拉
- 2006年11月29日 亞洲運動會         香港 1:1 印度
- 2006年12月3日  亞洲運動會         伊朗 2:1 香港
- 2006年12月6日  亞洲運動會         香港 1:0 馬爾代夫
- 2007年6月1日   國際友誼賽         印尼 3:0 香港
- 2007年6月10日  港澳埠際賽         香港 2:1 澳門
- 2007年6月19日  東亞足球錦標賽預賽 香港 1:1 中華台北
- 2007年6月21日  東亞足球錦標賽預賽 香港 15:1 關島
- 2007年6月24日  東亞足球錦標賽預賽 朝鮮 1:0 香港
- 2007年10月28日 世界盃亞洲區外圍賽         香港 8:1 東帝汶
- 2007年11月10日 世界盃亞洲區外圍賽         香港 0:0 土庫曼
- 2007年11月18日 世界盃亞洲區外圍賽       土庫曼 3:0 香港
- 2008年6月15日  港澳埠際賽         澳門 0:1 香港

## 外部連結
- Fan Chun Yip - 香港足球總會球員資料 （页面存档备份，存于）
- 香港運動員專訪 - 范俊業
- 范俊業網站 （页面存档备份，存于）
- 豬仔樂園 （页面存档备份，存于）
- My Football Dairy - 我的足球日誌 (sina.com)
- 范俊業的Instagram帳戶